# Nizã
Nizã ou nizão, conhecido por inteiro como Nizã Almulque (em árabe: نظام الملك, lit. 'Nizam-ul-Mulk ou Nizam-al-Mulk', «ordem do poder monárquico») era o título dos soberanos do Estado de Haiderabade, que corresponde aproximadamente ao Decão, na Índia, entre 1724 a 1949. Como seus predecessores, os mogóis, os eram muçulmanos.

## Nizãs
Os nizãs de Hiderabade foram os seguintes:
- Assafe Já I (r. 1724–1748)
- Nácer Jangue (r. 1748–1750)
- Muzafar Jangue (r. 1750–1751)
- Salabate Jangue (r. 1751–1762)
- Assafe Já II (r. 1762–1802)
- Assafe Já III (r. 1802–1829)
- Assafe Já IV (r. 1829–1857)
- Assafe Já V (r. 1857–1869)
- Assafe Já VI (r. 1869–1911)
- Assafe Já VII (r. 1911–1949)